# لوپینین
لوپینین (به انگلیسی: Lupinine) با فرمول شیمیایی C۱۰H۱۹NO یک ترکیب شیمیایی با شناسه پاب‌کم ۹۱۴۶۱ است. که جرم مولی آن 169.26 g/mol می‌باشد. 